# Xorides plumicornis
Xorides plumicornis är en stekelart som först beskrevs av Smith 1877.  Xorides plumicornis ingår i släktet Xorides och familjen brokparasitsteklar. Inga underarter finns listade i Catalogue of Life.